# Tărcaia (gmina)
Tărcaia – gmina w Rumunii, w okręgu Bihor. Obejmuje miejscowości Mierag, Tărcaia, Tărcăița i Totoreni. W 2011 roku liczyła 1969 mieszkańców.